# Leslie Street

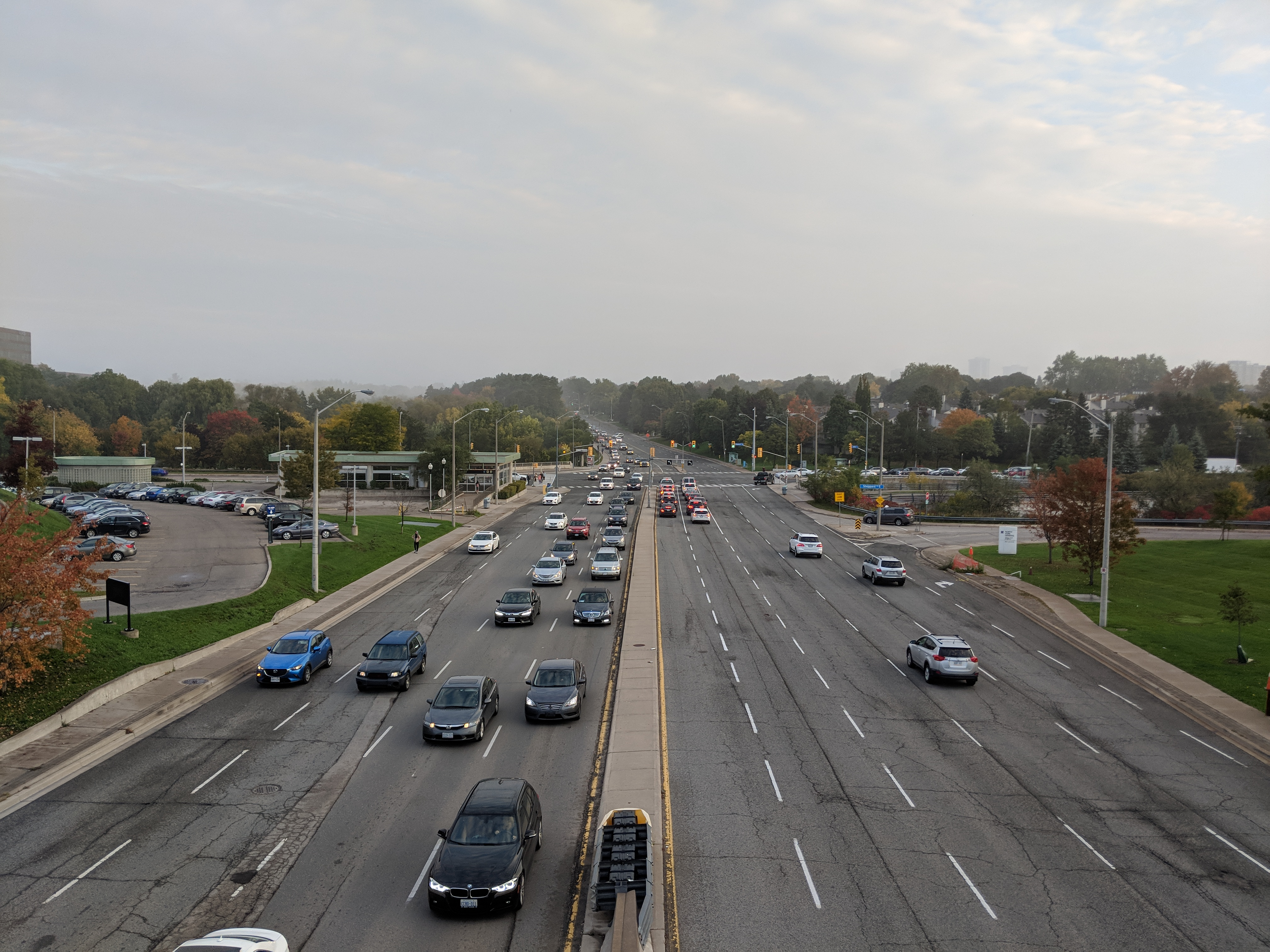
Leslie Street

A Leslie Street é uma rua norte-sul localizada em Toronto e na Municipalidade Regional de York, Ontário, Canadá, conhecida pelos seus três segmentos não-conectados e pelas seus diversos parques. O nome da rua provém de George Leslie, que possuía uma loja na secção meridional da Leslie Street.
O primeiro segmento localiza-se no sul da cidade de Toronto, sendo primariamente comercial, onde a principal atração é o Leslie Street Spit, cuja via principal é uma extensão da Leslie Street. Este segmento abrigava o término leste da Gardiner Expressway até 2001, quando os trechos da via expressa a leste da Don Valley Parkway foram demolidos por baixo uso e alto custo.
O segundo segmento estende-se entre a Eglinton Avenue até a Steeles Avenue, trecho pesadamente residencial de classe média e média alta (com grandes estabelecimentos comerciais e financeiros nos cruzamentos com a Eglinton Avenue e com a Sheppard Avenue. Este trecho corta diversos parques e áreas de recreação de Toronto, como o Edwards Gardens, o Inn on the Park, o Sunnybrook Park e o Bayview Contry Club, bem como o North York General Hospital, o principal hospital do norte de Toronto.
O terceiro segmento localiza-se na Municipalidade Regional de York, sendo o continuamento de uma rua norte-sul arterial de Toronto, a Don Mills Road. A Leslie Street, também chamada no seu terceiro segmento como York Regional Road 12, continua em direção ao norte até Keswick, fazendo da Leslie Street uma das ruas norte-sul mais longas da região metropolitana de Toronto.